# クラシックスペシャリスト
自転車競技のロードレースにおけるクラシックスペシャリストとは、各種クラシックレースや世界選手権などワンデーレースで力を発揮する選手である。ワンデーレーサーとも呼ばれる。

## 特徴
クラシックには色々な種類のレースが混在するため、一概には言えないが、おおむね以下のような特徴を数種類同時に兼ね備えている選手といえる。これらを兼ねそろえるとなると、パンチャー型の選手が多くなるが、ファビアン・カンチェラーラ（TTスペシャリスト）やダミアーノ・クネゴ（クライマー）など、例外は多数存在する。
超長距離への対応
ステージレースの場合おおむね200km弱のコースが設定が多いが、クラシックでは250kmという距離は当たり前であり、特にミラノ〜サンレモでは290km台のレース長が設定されることも多い。そのため一日での長距離に対応できる脚力が必要となる。
細かなアップダウンへの対応
レースの難易度を上げるため、ステージレース以上にアップダウンの個数が多く、特に周回コース形式のレースでは10回以上の激しい上り下りが必然的に設定される。直線系レースでもその中には20%台という激坂が用意されることも珍しくはない。ただモン・ヴァントゥのように中斜度の坂を延々と上るコースというのは設定されることが少なく、短距離の激坂をいかにカバーするかが求められる。
スプリントへの対応
似たような力を持つ選手が栄冠を求め殺到するクラシックでは、逃げ切りや独走が決まることが少なく、ゴール前での小～中集団スプリント勝負で決まることも少なくない。そのためそこで相手を振り切ってゴールするためのスプリント力も強さの一つとなる。ただし小～中集団スプリントとなるとトレインを組めるほど自チームの選手がいないことも多く、単独でスプリント力、どこからスプリントするかの読みあい、ポジション争いなどの各種能力を要求される。
独走への対応
自分が勝負所でアタックを仕掛ける、ライバルがトラブルで後退するなど、独走となってしまうシチュエーションも多く、その時に自分は極力足を使わずに逃げ、ライバルに足を使わせて有利な局面を作るなど、独走力も重要な武器となる。0～50kmの勝負となるタイムトライアルスペシャリストとは違い、200km以上走った後での独走局面となるため、終盤までどれだけ足を残せるかも勝負の鍵となる。
ハイスピードへの対応
1日で終わるため、7日後を見据えた1ウィークステージレースや、24日後（レース21日+休息3日）を見据えた走りとなるグランツールと違い、明日を考える必要がないがために序盤から最後まで45km/h程度のハイスピードとなる事も珍しくない。それに対応する脚力とスタミナは必須条件の一つ。
トラブルへの対応
特に春先の石畳2連戦（ロンド・ファン・フラーンデレンとパリ〜ルーベ）では普段走る事のない場所を走らされるだけに落車やパンクといったトラブルに見舞われることが多い。その時にいかにタイムをロスせずに優勝争いをするグループに戻れるかという点である。当然遅れてしまったために追いつく独走力や、怪我の痛みに耐える強靱な精神力、そしてサポートカーや車輪を提供して貰うチームメートの力、さらには観客までも利用するクレバーさが要求される。

## レースでの役割
クラシックをはじめとするワンデーレースでチームのために勝利を持ち帰るのが至上命令である。ステージレースでもエースを務める兼業選手もいない訳ではないが、アシストやスプリンター、クライマーといった専門分野で力を発揮する選手も多い。

## 代表的な選手

### 2010年代以降の選手
- マチュー・ファン・デル・プール（オランダ）
世界選手権個人ロード優勝1回 (2023)
ロンド・ファン・フラーンデレン優勝3回 (2020, 2022, 2024)、パリ〜ルーベ優勝3回 (2023-2025)、ミラノ〜サンレモ優勝2回 (2023, 2025)
ストラーデ・ビアンケ優勝1回 (2021)、E3サクソ・クラシック優勝2回 (2024, 2025)、アムステルゴールドレース優勝1回 (2019)、ドワルス・ドール・フラーンデレン優勝2回 (2019, 2022)、ブラバンツ・パイル優勝1回 (2019)、グランプリ・ド・ドナン優勝1回 (2019)、プリムス・クラシック優勝1回 (2023)
- タデイ・ポガチャル（スロベニア）
世界選手権個人ロード優勝1回 (2024)
ロンド・ファン・フラーンデレン優勝2回 (2023, 2025)、 イル・ロンバルディア優勝4回 (2021-2024)、 リエージュ〜バストーニュ〜リエージュ優勝2回 (2021, 2024, 2025)
ストラーデ・ビアンケ優勝3回 (2022, 2024, 2025)、アムステルゴールドレース優勝1回 (2023)、フレッシュ・ワロンヌ優勝2回 (2023, 2025)、グランプリ・シクリスト・ド・モンレアル優勝2回 (2022, 2024)、トレ・ヴァッリ・ヴァレジーネ優勝1回 (2022)、ジロ・デッレミリア優勝1回 (2024)
- ワウト・ファン・アールト（ベルギー）
オリンピック個人ロード  銀メダル  (2021・東京)
ミラノ〜サンレモ優勝1回 (2020)、ストラーデ・ビアンケ優勝1回 (2020)、アムステルゴールドレース優勝1回 (2021)、ヘント〜ウェヴェルヘム優勝1回 (2021)、E3サクソ・クラシック優勝2回 (2022, 2023)、オムロープ・ヘット・ニウスブラット優勝1回 (2022)、クールネ〜ブリュッセル〜クールネ優勝1回 (2024)、デンマーク・ルント優勝1回 (2018)
ツール・ド・フランス ポイント賞 (2022)
- マス・ピーダスン（デンマーク）
世界選手権個人ロード優勝1回 (2019)
ヘント〜ウェヴェルヘム優勝3回 (2020, 2024, 2025)、クールネ〜ブリュッセル〜クールネ優勝1回 (2021)、ユーロメトロポール・ツール優勝1回 (2018)、デンマーク・ルント優勝2回 (2017, 2023)
ブエルタ・ア・エスパーニャ ポイント賞 (2022)
ジロ・デ・イタリア ポイント賞 (2025)
- クリストフ・ラポルト（フランス）
オリンピック個人ロード 銅メダル (2024・パリ)
ヨーロッパ選手権個人ロード優勝1回 (2022)、ヘント〜ウェヴェルヘム優勝1回 (2023)、ドワルス・ドール・フラーンデレン優勝1回 (2023)、パリ～トゥール優勝1回 (2024)、デンマーク・ルント優勝1回 (2022)
- トム・ピドコック（イギリス）
ストラーデ・ビアンケ優勝1回 (2023)、アムステルゴールドレース優勝1回 (2024)、ブラバンツ・ペイル優勝1回 (2021)
- ジュリアン・アラフィリップ（フランス）
世界選手権個人ロード優勝2回 (2020, 2021)
ミラノ〜サンレモ優勝1回 (2019)、ストラーデ・ビアンケ優勝1回 (2019)、フレッシュ・ワロンヌ優勝3回 (2018, 2019, 2021)、クラシカ・サンセバスティアン優勝1回 (2018)、ブラバンツ・パイル優勝1回 (2020)、フォーン＝アルデシュ・クラシック優勝1回 (2023)
- ミハウ・クフャトコフスキ（ポーランド）
世界選手権個人ロード優勝1回 (2014)
ミラノ〜サンレモ優勝1回 (2017)、ストラーデ・ビアンケ優勝2回 (2014, 2017)、アムステルゴールドレース優勝2回 (2015, 2022)、E3・ハレルベーク優勝1回 (2016)、 クラシカ・サンセバスティアン優勝1回 (2017)
- ペテル・サガン（スロバキア）
世界選手権個人ロード優勝3回 (2015, 2016, 2017)
ロンド・ファン・フラーンデレン優勝1回 (2016)、 パリ〜ルーベ優勝1回 (2018)
ヨーロッパ選手権個人ロード優勝1回 (2016)、ヘント〜ウェヴェルヘム優勝3回 (2013, 2016, 2018)、E3・ハレルベーク優勝1回 (2014)、クールネ〜ブリュッセル〜クールネ優勝1回 (2017)、ブラバンツ・パイル優勝1回 (2013)
ツール・ド・フランス ポイント賞 (2012-2016, 2018, 2019)
ジロ・デ・イタリア ポイント賞 (2021)
2023年引退。
- ジョン・デゲンコルプ（ドイツ）
ミラノ〜サンレモ優勝1回 (2015)、パリ～ルーベ優勝1回 (2015)、ヘント〜ウェヴェルヘム優勝1回 (2014)、パリ～ツール優勝1回 (2015)、エシュボルン＝フランクフルト優勝1回 (2011)
ブエルタ・ア・エスパーニャ ポイント賞 (2014)
- フレフ・ファン・アーヴェルマート（ベルギー）
オリンピック個人ロード 金メダル (2016・リオデジャネイロ)、パリ～ルーベ優勝1回 (2017)
ヘント～ウェヴェルヘム優勝1回 (2017)、E3・ハレルベーク優勝1回 (2017)、オムロープ・ヘット・ニウスブラット優勝2回 (2016, 2017)、 グランプリ・シクリスト・ド・モンレアル優勝1回 (2019)、パリ～トゥール優勝1回 (2011)
ブエルタ・ア・エスパーニャ ポイント賞 (2008)
2023年引退。
- ニキ・テルプストラ（オランダ）
パリ～ルーベ優勝1回 (2014)、ロンド・ファン・フラーンデレン優勝1回 (2018)
ドワルス・ドール・フラーンデレン優勝2回 (2012, 2014)、E3・ハレルベーク優勝1回 (2018)
2022年引退。
- アレハンドロ・バルベルデ（スペイン）
世界選手権個人ロードレース優勝1回 (2018)
リエージュ～バストーニュ～リエージュ優勝4回 (2006, 2008, 2015, 2017)、フレッシュ・ワロンヌ優勝5回 (2006, 2014, 2015, 2016, 2017)、クラシカ・サンセバスティアン優勝2回 (2008, 2014)
ブエルタ・ア・エスパーニャ ポイント賞 (2012, 2013, 2015, 2018)
2022年引退。
- フィリップ・ジルベール（ベルギー）
世界選手権個人ロード優勝1回 (2012)
ジロ・ディ・ロンバルディア優勝2回 (2009, 2010)、リエージュ～バストーニュ～リエージュ優勝1回 (2011)、ロンド・ファン・フラーンデレン優勝1回 (2017)、パリ～ルーベ優勝1回 (2019)
ストラーデ・ビアンケ優勝1回 (2011)、アムステルゴールドレース優勝4回 (2010, 2011, 2014, 2017)、フレッシュ・ワロンヌ優勝1回 (2011)、オムロープ・ヘット・フォルク優勝2回 (2006, 2008)、クラシカ・サンセバスティアン優勝1回 (2011)、グランプリ・シクリスト・ド・ケベック優勝1回 (2011)、ブラバンツ・パイル優勝2回 (2011, 2014)、グランプリ・ド・フルミー優勝1回 (2006)、パリ～トゥール2回 (2008, 2009)、グラン・ピエモンテ優勝2回 (2009, 2010)
2022年引退。
- ファビアン・カンチェラーラ　(スイス）
ロンド・ファン・フラーンデレン優勝3回 (2010, 2013, 2014)、パリ～ルーベ優勝3回 (2006, 2010, 2013)、ミラノ〜サンレモ優勝1回 (2008)
ストラーデ・ビアンケ優勝3回 (2008, 2012, 2016)、E3ハレルベーク優勝3回 (2010, 2011, 2013)、デンマーク・ルント優勝1回 (2006)
オリンピック個人ロード 銀メダル 1回 (2008・北京)
世界選手権個人TT 優勝4回 (2006, 2007, 2009, 2010)
オリンピック個人TT 金メダル 2回 (2008・北京, 2016・リオデジャネイロ)
2016年引退。
- トム・ボーネン　(ベルギー）
世界選手権個人ロード優勝1回 (2005)
ロンド・ファン・フラーンデレン優勝3回 (2005, 2006, 2012)、パリ～ルーベ優勝4回 (2005, 2008, 2009, 2012)
ヘント〜ウェヴェルヘム優勝3回 (2004, 2011, 2012)、E3ハレルベーク優勝5回 (2004-2007, 2012)、クールネ〜ブリュッセル〜クールネ優勝3回 (2007, 2009, 2014)、ブリュッセル・サイクリング・クラシック優勝2回 (2012, 2016)、スヘルデプライス優勝2回 (2004, 2006)、ミュンスターラント・ジロ優勝1回 (2015)
ツール・ド・フランス ポイント賞 1回 (2007)
2017年引退。
- ステイン・デヴォルデル（ベルギー）
ロンド・ファン・フラーンデレン優勝2回 (2008, 2009)
2019年引退。

### 過去の選手
- マルセル・キント（ベルギー）
- リック・ファンステーンベルヘン（ベルギー）
- アルベリック・スホット（ベルギー）
- スタン・オケルス（ベルギー）
- リック・ファン・ローイ（ベルギー）
- ロジェ・デフラミンク（ベルギー）
- フランチェスコ・モゼール（イタリア）
- ショーン・ケリー（アイルランド）
- モレノ・アルジェンティン（イタリア）
- パオロ・ベッティーニ（イタリア）
- ヨハン・ムセウ （ベルギー）
- フランク・ヴァンデンブルック （ベルギー）
- ジョージ・ヒンカピー（アメリカ合衆国）
- トル・フースホフト　(ノルウェー)
- アレッサンドロ・バッラン （イタリア）